# Emiel Janssens
Emiel Janssens (Kallo, 21 juni 1914 - 22 mei 2000) is een Belgisch voormalig syndicalist voor het ABVV.

## Levensloop
Janssens werd in 1930 lokaal secretaris voor de Algemene Centrale (AC) te Kallo, daarnaast studeerde hij aan de Arbeidershogeschool. Hij behaalde het diploma maatschappelijk assistent in 1938. Hierop volgend werd hij propagandist (1939) en secretaris (1944) bij de AC Antwerpen. In 1949 werd hij nationaal secretaris van de AC. In 1951 werd hij ondervoorzitter en in 1966 voorzitter van deze vakcentrale. In deze laatste hoedanigheid volgde hij Isidore Smets op, zelf werd hij opgevolgd in 1976 door Alfons Van Uytven.